# Южный мост (Киев)
Ю́жный мост (укр. Півде́нний міст) — мостовой переход через Днепр в Киеве. Мостовой переход предназначен для совмещённого движения автомобильного транспорта и метрополитена, по мосту проходит Сырецко-Печерская линия киевского метро. Общая длина перехода составляет 8,8 км[прояснить], из которых 3 км занимают искусственные сооружения: мост через Днепр длиной 1,3 км, правобережная эстакада длиной 1,5 км и многоярусная транспортная развязка. Мостовой переход является выдающимся сооружением советского и мирового мостостроения.

## Расположение
Мост соединяет Сапёрно-Слободскую улицу, Столичное шоссе и Выдубичи (на правом берегу Днепра) с проспектом Николая Бажана на левом берегу и является частью автотрассы Е40, кратчайшим путём соединяет центральную часть Киева с Борисполем — главным киевским аэропортом.
Выше по течению находится Дарницкий железнодорожно-автомобильный мост.

## История
Проект разработан Киевским филиалом Союздорпроекта (Главный инженер проекта (комплексный) — Панасюк И. А., главные инженеры моста через Днепр — Г. Б. Фукс и М. М. Корнеев, главный архитектор — Гаврилов А. Е.), проект производства работ разработан Киевским отделом института Гипростроймост.
Строительство моста было начато в 1983 году, работы выполняли Мостоотряды №2, №3 и №112 треста Мостострой № 1. Металлоконструкции изготавливались Воронежским заводом мостовых конструкций и отгружались по железной дороге. Однокатковые опорные части под металлическую балку жесткости были изготовлены на Криворожском металлургическом комбинате и Ярославском заводе № 50. На мосту осуществлены конвейерно-тыловая сборка стального пролётного строения и его надвижка с помощью аванбека и регулируемой шпренгельной системы. На завершающем этапе надвигалась система с массой 9000 т, длиной 450 и шириной 41 м. Сооружение пилона велось параллельно с монтажом металлической и железобетонной балки жесткости в переставной металлической опалубке.
Автомобильное движение по мосту открыто 25 декабря 1990 года, движение поездов метро — 30 декабря 1992 года. Стоимость строительства составила 112 млн рублей (около 200 миллионов долларов).

## Конструкция
Мостовой переход через Днепр состоит из четырёх участков, принципиально отличающихся по конструкции и технологии сооружения пролётных строений:
- транспортная развязка на пересечении с Надднепрянским шоссе. Пролётные строения компоновались из предварительно напряженных железобетонных блоков длиной от 12 до 24 м. Длина 1100 м;
- правобережная эстакада с пролётными строениями плитно-ребристой конструкции. Длина 1270 м;
- русловая часть моста через р. Днепр с неразрезным железобетонным пролётным строением из коробчатых блоков. Длина 890 м;
- судоходная часть моста с вантовым пролётным строением и металлической балкой жесткости. Длина 440 м.

Правобережная часть моста перекрыта девятипролётным сборным железобетонным неразрезным пролётным строением, состоящим в поперечном сечении из трех коробчатых балок. Пролётные строения сформированы из унифицированных блоков заводского изготовления.

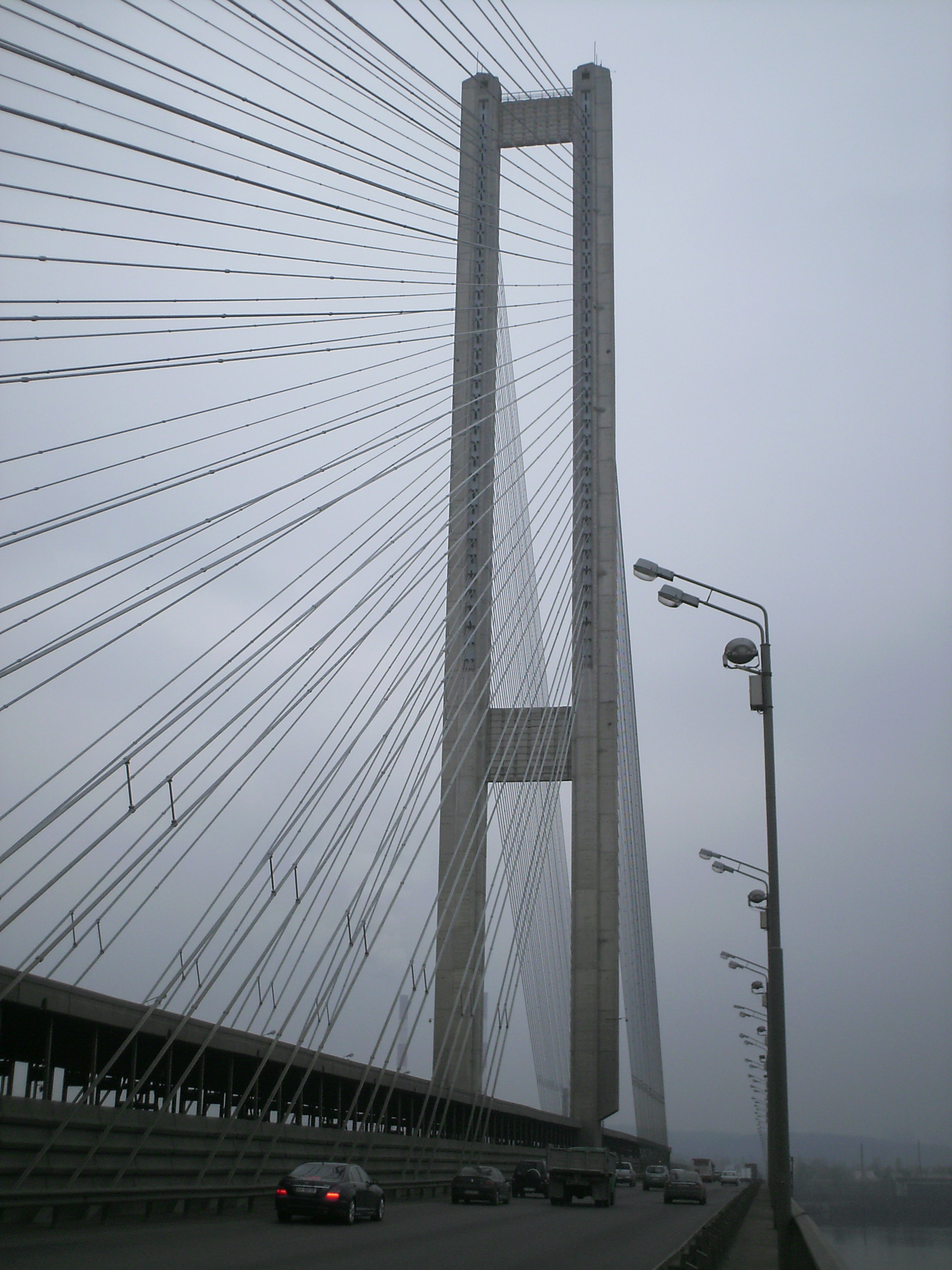
Пилон

Длина моста через Днепр составляет 1330 м. Правобережная часть моста перекрывается железобетонным неразрезным пролётным строением по схеме 49,5 + 7х59,5 м. Вантовое пролётное строение имеет пятипролётную схему, причем три пролёта (79,5 + 90 + 271 м), включающие и судоходный, выполнены неразрезными из стальных конструкций , а два противовесных — из железобетонных унифицированных блоков. Железобетонный монолитный пилон разделяет балку жесткости на стальную и железобетонную, каждая из которых передает распор на пилон через горизонтальные шарниры. Сам пилон представляет собой вертикально расположенную консоль, защемленную в основание. Высота пилона над уровнем воды составляет 135 м. Стальная балка жесткости сформирована из ортотропных элементов.
В поперечном сечении железобетонное пролётное строение состоит из трех коробчатых блоков, объединённых в продольном направлении монолитными стыками. Крайние блоки обеспечивают по три полосы автомобильного движения в разных направлениях, средний блок — под два пути
метрополитена.
Для вант использованы закрытые оцинкованные канаты диаметром 62 мм. Каждая ванта состоит из двух таких канатов. На мосту две плоскости вант, находящихся в разделительных полосах между метропроездом и расположенными по бокам автопроездами. В каждой плоскости 72 ванты — 36 вант-подвесок большого пролёта и 36 вант-оттяжек. Общая масса канатов вант составила 750 т.
Эстакада на правобережном подходе к мосту длиной 1,25 км перекрыта неразрезным железобетонным пролётным строением с пролетами по 42 м, собранными из блоков заводского изготовления. Между эстакадами расположены тоннели под два пути метрополитена, сооруженные открытым способом.
Опоры для эстакады состоят из двух сборных стоек диаметром 1,2 м, на которые происходит точечное опирание ребер пролётного строения. Стойки опор соединяются с безростверковыми буровыми сваями диаметром 1,7 м.
Фундаменты всех русловых опор и пилона выполнены на опускных железобетонных колодцах. Плановые размеры колодцев опор 8х26 м; глубина заложения 68 м. Плановые размеры колодца пилона 27х13 м; глубина заложения 59 м. Опоры собраны из сборных железобетонных контурных блоков с монолитным железобетонным ядром.
Мост предназначен для движения автотранспорта, поездов метро и пешеходов. Проезжая часть включает в себя 6 полос для движения автотранспорта. Два пути метрополитена расположены по оси моста и занимают с ограждениями примерно 10 м ширины пролётного строения. Полная ширина моста составляет 41,6 м (из них ширина проезжей части 2х12,25 м и 2 тротуара по 1,1 м). Покрытие проезжей части и тротуаров — асфальтобетон. Тротуары отделены от проезжей части металлическим барьерным ограждением. Перильное ограждение металлическое простого рисунка. По мосту проложены трубопроводы большого диаметра: 2 трубы теплотрассы ø 1220 мм, 2 трубы водопровода ø 1220 мм. Помимо этого, в пролётном строении размещены кабельные коммуникации.

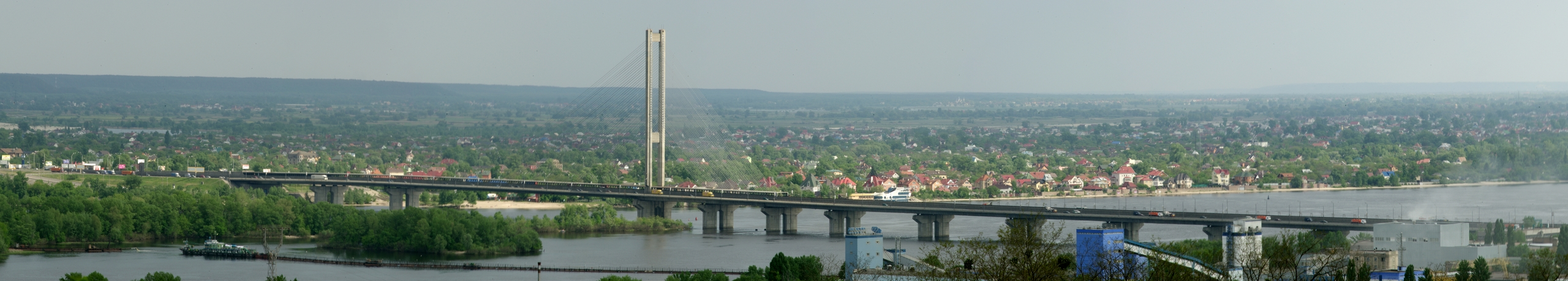
Панорамный вид на мост со стороны правого берега